# Кальдейрада
Кальдейрада (порт. Caldeirada) — тушкована рибна страва з морепродуктами і овочами, популярна у португальській, бразильській, галісійській кухнях. Назву отримала від місця приготування — глиняного горщика — «caldeira».

## Історія
З'явилася у XV ст. Тривалий час була звичайною стравою португальських та галісійських рибалок й моряків. Використовувалася будь-яка риба та молюски, що потрапляли в тенета. Готувалася з додаванням морської води, оскільки сіль була недешевою.

## Характеристика
Використовуються два види жирної риби (наприклад, скумбрія, риба-меч або тунець) та два види нежирної риби (наприклад, тріска, морська риба, хек, камбала та пікша), а також креветки, мідії та кальмари. Також можуть бути поєднання морського вугра, акули-ангела, лаврака, морського ляща, червоного морського півня, сардин, ската, креветок.
В багатьох рецептах додаються овочі — картопля, цибуля, зелений перець, помідори, гарбуз, перець, квасоля — та спеції й прянощі — сіль і чорний перець, лавровий лист, коріандр, петрушка, солодка паприка, гострий перець, білий й духмяний перець, орегано. Часто присутні оливкова олія, портвейн або біле вино чи коньяк. В португальському місті Повуа-де-Варзін додають також борошно й яйця.
Страва може бути доволі рідка наче суп, або насичена наче каша. Тоді її часто подають на скибочках хліба, в Португалії — зі шматочками підсмаженого хліба (pão torrado). В прикордонних областях Португалії та Іспанії (в Галісії) вживають з віню верде.
В Бразилії частіше готують з морського і робалового окуня, сома, акул, додаючи коріандр, пальмову олію, кокосове молоко, креветок, восьминогів. Вживають з фарофою, стравою з борошна маніоки. В Анголі кальдерайду готують за подібним рецептом. В цій країні страву часто використовують від похмілля, але до настання головного болю.

## Приготування
Змастити горщик оливковою олією зсередини, викласти цибулю, перець, помідори, посолити, поперчити, в деяких рецептах зверху знову змащують олією або вином. Зверху викласти тріску, квасолю і гарбуз, ущільнити кожен шар, закрити кришкою, поставити в розігріту до 220° духовку на 20 хв. Зменшити нагрів до 150°, готувати ще 1,5 години.